# PEPAP
PEPAP (1-(2-feniletil)-4-fenil-4-acetoksipiperidin) je sintetički analog meperidina. On je srodan sa lekom MPPP, sa jednom N-fenetil grupom umesto N-metil supstitucije i acetatnim estrom umesto propionata.

## Spoljašnje veze
|  | Molimo Vas, obratite pažnju na važno upozorenje u vezi sa temama iz oblasti medicine (zdravlja). |